# 奧羅拉峰
67°23′S 144°12′E / 67.383°S 144.200°E
奧羅拉峰（英語：Aurora Peak）是南極洲的山峰，座標67°23′S 144°12′E，位於喬治五世地，處於梅爾茨冰川西部，海拔高度535米（1,755英尺），由澳大利亞探險家率領的探險隊發現，現時由南極條約體系管理。